# Johann Zahn
Johann Zahn (1641-1707) fue un monje de la orden Premonstratense, escritor alemán del siglo XVII, autor de Oculus Artificialis Teledioptricus Sive Telescopium (Würzburg, 1685). Esta obra contiene muchas descripciones y diagramas, ilustraciones y esbozos tanto de la cámara oscura y linterna mágica, junto a varias otras linternas, diapositivas, tipos de proyección y cajas de peepshow. Como estudioso de la luz, Zahn es considerado el escritor e ilustrador de la cámara oscura más prolífico. Zahn era un canónigo de la orden premonstratense. 
La primera cámara fotográfica, que era lo suficientemente pequeña y portable para ser práctica para la fotografía y que pudiera capturar la imagen en algún tipo de medio, fue creada por Zahn en 1685, aunque sería casi 150 años antes de que la tecnología llegara a un punto en que fuera posible construirla.
En Oculus Artificialis, la extensa descripción de Zahn de la linterna mágica, junto con otras doce diferentes linternas, incluye algunas de estas linternas que muestras por primera vez cubiertas de lentes. Esta fue una evolución muy importante en la historia de la cámara fotográfica, debido a que significó que la pantalla podía permanecer oscura mientras el operador cambiaba la diapositiva.
Zahn usó la linterna mágica, cuya invención acreditó a Athanasius Kircher, para lecturas anatómicas. Asimismo, ilustró un gran taller de cámara oscura para observaciones solares utilizando el telescopio. Zahn hizo una cámara oscura de 23 pulgadas de largo. Demostró el uso de espejos y lentes para levantar la imagen, ampliarla y enfocarla. También diseñó varias cámaras oscuras portátiles. Así también, incluyó una ilustración de una cámara oscura en la forma de un cáliz, sobre la base de un diseño descrito (ilustrado) por Pierre Hérigone.

## Obras

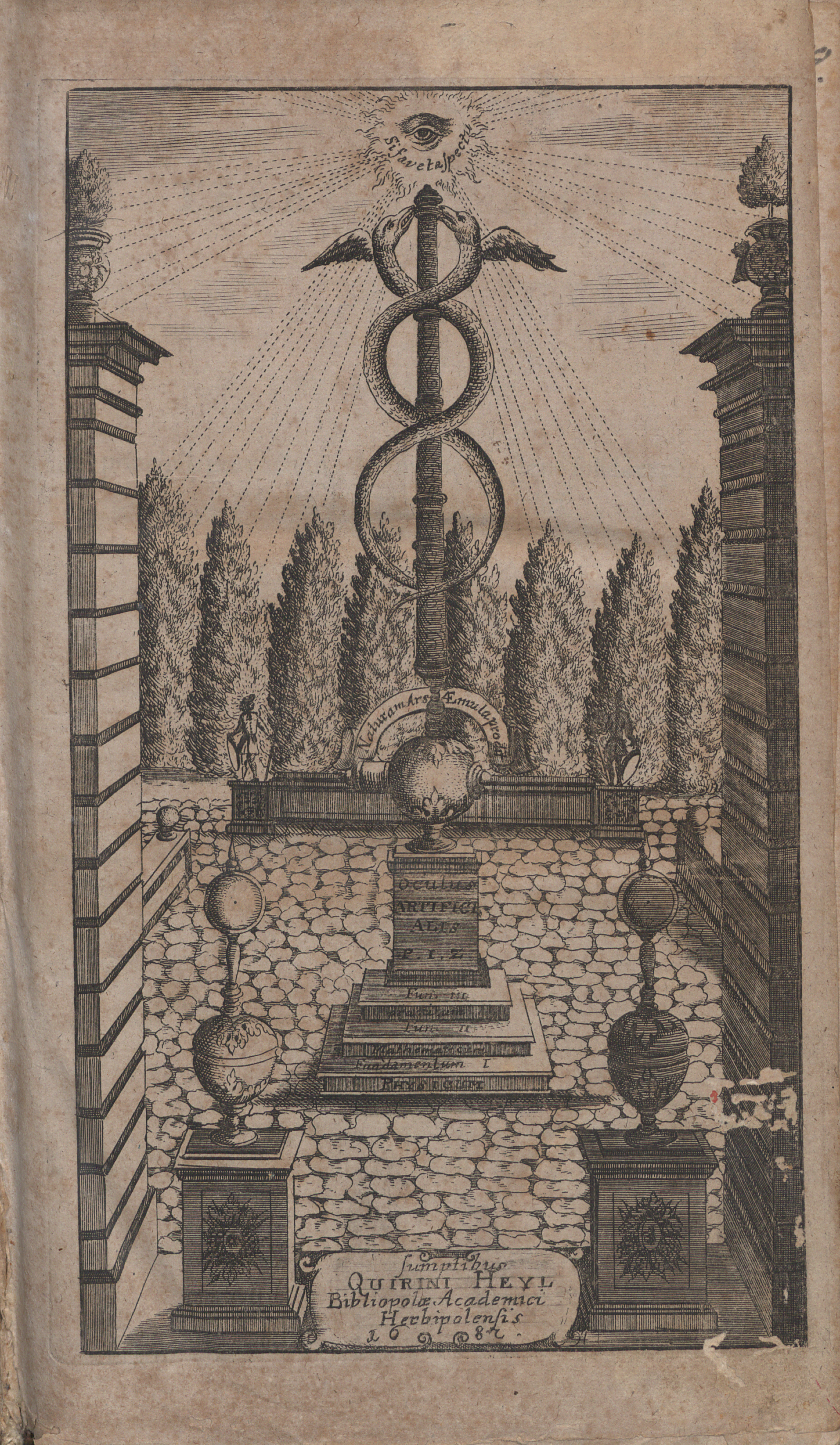
Oculus artificialis teledioptricus, 1685

- Oculus artificialis teledioptricus sive Telescopium 1. Wurtzbourg: Quirinus Heyl. 1685.
- Oculus artificialis teledioptricus sive Telescopium 2. Wurtzbourg: Quirinus Heyl, Johann Georg Drullmann. 1686.
- Oculus artificialis teledioptricus sive Telescopium 3. Herbi Poli: Quirinus Heyl. 1686.
- Specula physico-mathematico-historica notabilium ac mirabilium sciendorum 1. Nürnberg: Knorz. 1696.
- Specula physico-mathematico-historica notabilium ac mirabilium sciendorum 2. Nürnberg: Johann Christoph Lochner, Andreas Knorz. 1696.
- Specula physico-mathematico-historica notabilium ac mirabilium sciendorum 3. Nürnberg: Johann Christoph Lochner, Andreas Knorz. 1696.